# Dianthoveus cremnophilus
Dianthoveus cremnophilus là một loài thực vật có hoa trong họ Cyclanthaceae. Loài này được Hammel & G.J.Wilder miêu tả khoa học đầu tiên năm 1989.